# 신남향정책
신남향정책(新南向政策)은 중화민국이 자국의 중화인민공화국에 대한 경제 의존도를 줄이고자 대양주, 동남아, 남아시아와 협동하고 교류하는 정책으로 2016년 9월 5일에 공식적으로 시작했다. 대상국은 오스트레일리아, 뉴질랜드, 싱가포르, 말레이시아, 필리핀, 베트남, 태국, 미얀마, 캄보디아, 라오스, 인도네시아, 브루나이, 인도, 방글라데시, 파키스탄, 스리랑카, 네팔, 부탄 등이다.

## 구체적 방안
- 중화민국 경제부는 중화민국 기업들을 위해 태국, 미얀마, 인도네시아, 인도에 무역사무소를 설치했다.
- 2019년까지 아세안 국가에서 온 최대 6만 명의 학생들에게 장학금을 수여할 예정이다.
- 중국어 교육을 포함하는 고등교육재능교류프로그램을 실시할 예정이다.

| 중화민국 내 대학교  | 대상국                |
| ------------------- | --------------------- |
| 국립 중산 대학      | 필리핀                |
| 국립 타이완 대학    | 말레이시아            |
| 아주 대학(중화민국) | 인도네시아            |
| 중화 대학           | 필리핀(애덤슨 대학교) |

## 같이 보기
- 중화민국의 대외 관계
- 남향정책
- 신남방정책